# Кроль Юлія Анатоліївна
Юлія Анатоліївна Кроль (нар. 22 жовтня 1998) — українська лижниця, учасниця зимових Олімпійських ігор 2022 року.

## Біографія
Кроль розпочала виступи за національну збірну України у 2016 році. Вона виступила на юнацьких Олімпійських іграх у норвезькому Ліллегаммері, де її найкращим результатом стало 15-те місце у спринті. З 2016 по 2018 рік тричі виступала на юнацьких чемпіонатах світу. Найкращий результат на цих змаганнях вона показала у 2018 році, у швейцарському Гомсі, фінішувавши 30-ю в класичній гонці. Також двічі брала участь у молодіжних чемпіонатах світу (з 2019 по 2020 рік). Найкращий результат цих змагань — 34-те місце у спринті (2019 рік, Лахті).
18 лютого 2017 року провела свою першу гонку на етапах Кубка світу, яка відбулася в естонському місті Отепяе, посівши 65-те місце у спринті вільним стилем.
Станом на січень 2022 року найкращим особистим результатом спортсменки на етапах Кубка світу є 43-тє місце у спринті вільним стилем, яке вона посіла 19 грудня 2020 року в німецькому місті Дрезден. Найкращим досягненням у командних змаганнях є 24-те місце, яке вона посіла разом із Валентиною Камінською 12 січня 2020 року в Дрездені.
5 лютого 2022 року відбулася перша гонка Олімпійських ігор у Пекіні. У скіатлоні вона посіла 62-ге місце з 65 учасниць.

## Олімпійські ігри
| Рік  | Місто        | Класика | Скіатлон | Вільний стиль | Спринт | Командний спринт | Естафета |
| ---- | ------------ | ------- | -------- | ------------- | ------ | ---------------- | -------- |
| 2022 | Пекін, Китай | —       | 62       | —             | —      | 18               | —        |

## Чемпіонат світу
| Рік  | Місто                       | Вільний стиль | Скіатлон | Класика | Спринт | Командний спринт | Естафета 4×10 км |
| ---- | --------------------------- | ------------- | -------- | ------- | ------ | ---------------- | ---------------- |
| 2017 | Контіолахті, Фінляндія      |               |          | 64      | 70     | 15               | 16               |
| 2019 | Зеефельд-ін-Тіроль, Австрія |               |          | 65      | 68     | 17               | 17               |
| 2021 | Оберстдорф, Німеччина       | 71            | 51       | 47      | 60     |                  | 17               |